# Trindade
Trindade je grad i općina u istočnom Brazilu, u državi Goiás. Status grada je dobio još 1920. godine. Po popisu iz 2016. godine, ova općina ima 119.385 stanovnika na površini od 710 km².

## Vanjske poveznice
- Službena stranica (port.)

### Ostali projekti
|  | Zajednički poslužitelj ima još gradiva o temi Trindade (Goiás) |